# Pawieł Cziżajew
Pawieł Iwanowicz Cziżajew (ros. Павел Иванович Чижаев; ur. 18 sierpnia 1956) – radziecki zapaśnik startujący w stylu klasycznym.
Pierwszy w Pucharze Świata w 1980 roku.
Mistrz ZSRR w 1980; trzeci w 1979 i 1981 roku.